# Chemehuevi
Els Chemehuevi són un grup ètnic amerindi de la Gran Conca. Constitueixen la branca més meridional dels paiute. Actualment els chemehuevi estan registrats en les següents tribus reconegudes federalment:
- Tribus índies del Riu Colorado (a la reserva índia del Riu Colorado)
- Tribu índia Chemehuevi de la reserva índia Chemehuevi
- Banda Morongo d'Indis de Missió
- Band Twenty-Nine Palms d'Indis de Missió
- Banda Agua Caliente d'Indis de Missió.[5]
- Indis Cahuilla de la reserva índia de Torres Martínez

## Nom
"Chemehuevi" té múltiples interpretacions. Es considera que podria ser un terme mojave que vol dir "aquells que juguen amb el peix;" o de la paraula quechan que vol dir "nas-en-l'aire-com-un-correcamins." Els chemehuevi s'autoanomenen Nüwüwü ("el poble", singular Nüwü) o Tantáwats, que vol dir "homes del sud."

## Llengua
La llengua Chemehuevi, és una llengua Numic del Riu Colorado de la branca de les llengües numic de la família uto-asteca. Fou transcrita per primer cop per John Peabody Harrington i Carobeth Laird a començaments del segle xx, i fou estudiada en els 1970 per la lingüista Margaret L. Press. de qui estan disponibles les notes de camp i els registres sonors. La llengua és actualment en vies d'extinció; durant la filmació el 2008 del documental d'Ironbound Films The Linguists, els lingüistes Greg Anderson i K. David Harrison entrevistaren i registraren un dels tres darrers parlants.

## Població

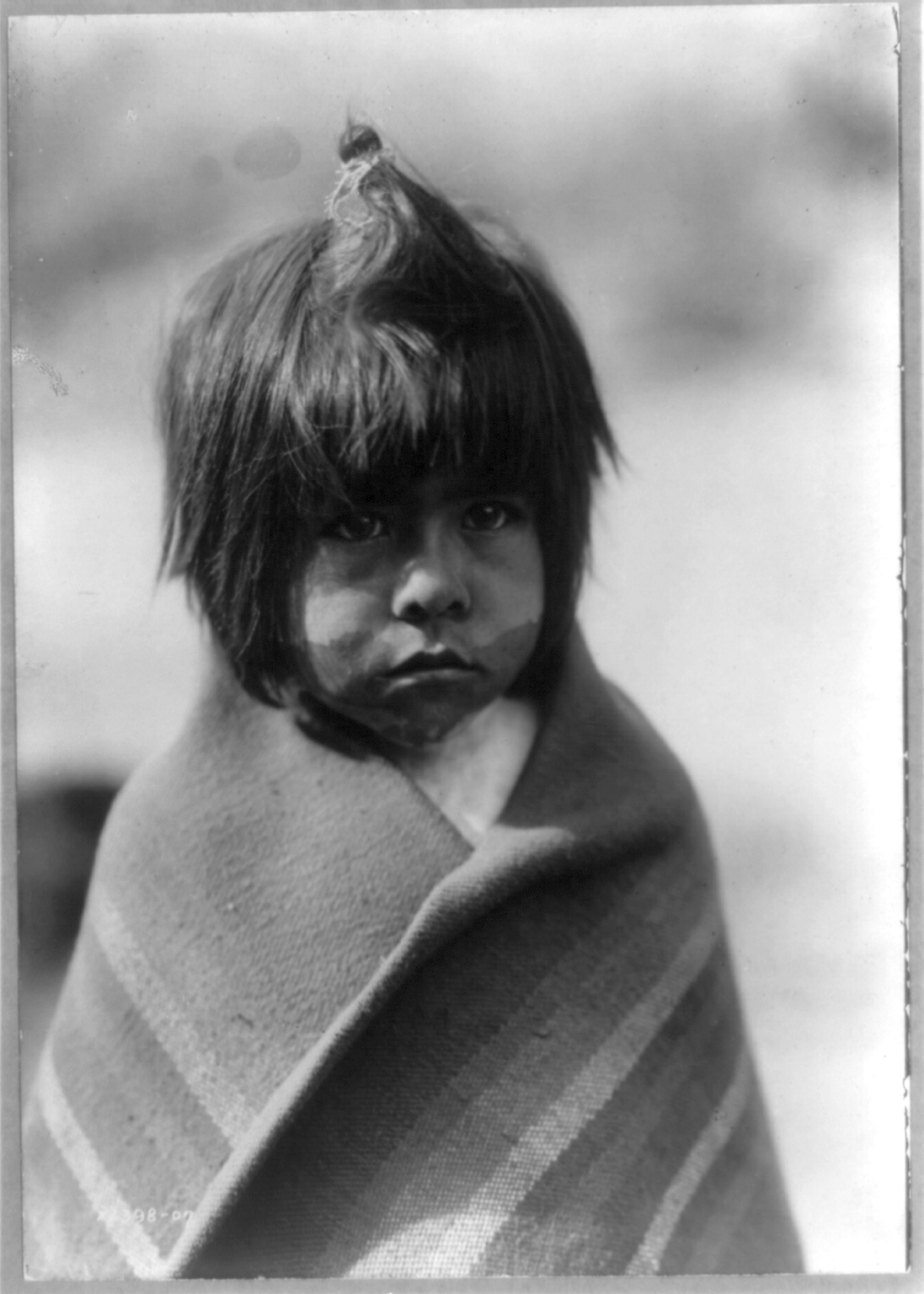
Noi chemehuevi per Edward S. Curtis

Les estimacions per les poblacions anteriors al contacte de la major part dels grups nadius de Califòrnia ha variat substancialment. Alfred L. Kroeber estimà per al 1770 en 1.500 la població combinada de Chemehuevi, Koso i Kawaiisu, i cap al 1910 en 500. Un agent indi va informar que la població chemehuevi en 1875 era de 350. Kroeber estimà que la població chemehuevi en el cens de 1910 era de 355.

## Història i cultura tradicional

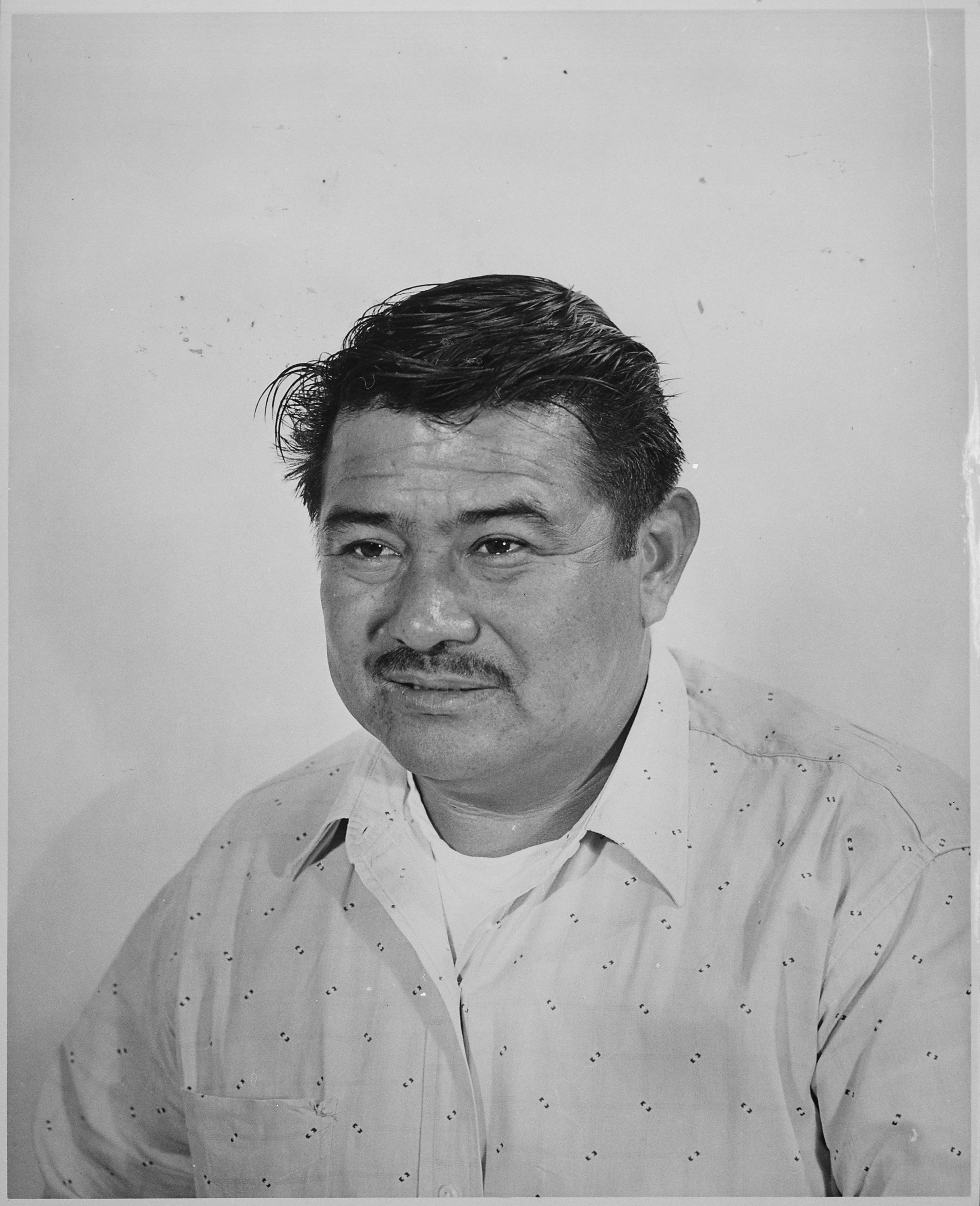
McKinley Fisher, un chemehuevi que treballava per al Servei India a l'Agència de Colorado, Arizona en 1957.

Els chemehuevi eren originàriament una tribu del desert entre les nacions numu o paiute-xoixoni. Després del contacte amb els europeus, es van traslladar a l'est del desert de Mojave i més tard a la vall Chemehuevi al llarg del riu Colorado, a Califòrnia. Eren un poble nòmada que vivia en petits grups donats els escassos recursos disponibles en el medi ambient del desert. Carobeth Laird indica el que seu territori tradicional creuava el They were a nomadic people living in small groups given the sparse resources available in the desert environment. Carobeth Laird indicates their traditional territory spanned the Gran Desert des del riu Colorado a l'est fins a les muntanyes Tehachapi a l'oest i de l'àrea de Las Vegas i el Death Valley al nord a les muntanyes de San Bernardino i San Gabriel al sud. Al llarg dels segles, el seu territori ancestral tradicional ha abastat tres estableix: Arizona, Califòrnia i Nevada. Estan més identificats culturalment amb els indis de la Gran Conca. Se'ls considera "cosins" dels kawaiisu.
La col·lecció més completa de la història, cultura i mitologia chemehuevi fou aplegada per Carobeth Laird (1895-1983) i el seu segon marit, George Laird, un dels últims chemehuevi que havia estat criat en la cultura tradicional. Carobeth Laird, lingüista i etnògraf, va escriure una relació completa de la cultura i el llenguatge com recordava George Laird recordava, i va publicar el 1976 The Chemehuevis, la primera i, fins ara, única etnografia de la cultura tradicional chemehuevi.
Descrivint el Chemehuevi com els coneixia, i presentant la textura de la vida tradicional de la gent, Carobeth Laird escriu:
El caràcter chemehuevi es compon de polaritats que són més complementàries que contradictòries. Són loquaços però capaços de ser silenciosos; gregaris però tan a prop de la terra que les famílies individuals o fins i tot els homes sols poden viure i viatjar durant llargs períodes lluny d'altres éssers humans; orgullosos, però capaços d'autocriticar-se. Són conservadors fins a cert punt, però amb una curiositat insaciable i disposats a investigar i fins i tot a adoptar noves formes: visitar totes les tribus, ja siguin amigues o enemigues; parlar llengües estrangeres, cantar cançons estrangeres i casar-se amb dones estrangeres.